# Distrikt Pativilca
Der Distrikt Pativilca liegt in der Provinz Barranca in der Region Lima in West-Peru. Er wurde am 2. Januar 1857 gegründet. Der 260,24 km² große Distrikt hatte beim Zensus 2017 17.431 Einwohner. Im Jahr 1993 lag die Einwohnerzahl bei 13.611, im Jahr 2007 bei 17.108. Verwaltungssitz ist die Stadt Pativilca. Auf den kargen Hügeln herrscht Wüstenvegetation. Im Tiefland wird bewässerte Landwirtschaft betrieben. Die Nationalstraße 1N (Panamericana) durchquert den Distrikt in nördlicher Richtung.

## Geographische Lage
Der Distrikt Pativilca liegt in der Provinz Barranca nördlich des Río Pativilca. Er besitzt eine 5,4 km lange Küstenlinie und reicht von der Pazifikküste über 30 km ins Landesinnere. Der Distrikt Pativilca grenzt im Nordwesten an den Distrikt Paramonga, im Nordosten an den Distrikt San Pedro (Provinz Ocros), im Osten an den Distrikt Cochas (ebenfalls in der Provinz Ocros) sowie im Süden an den Distrikt Barranca.